# Penicillium kenraperi
Penicillium kenraperi är en svampart som beskrevs av Frisvad. Penicillium kenraperi ingår i släktet Penicillium och familjen Trichocomaceae.   Inga underarter finns listade i Catalogue of Life.